# Athanasiinae
Athanasiinae, podtribus glavočika iz tribusa Anthemideae. Tipični rod je atanazija (Athanasia) s oko 40 vrsta grmova s juga Afrike.

## Rodovi
1. Eriocephalus L. (32 spp.)
2. Adenoglossa B. Nord. (1 sp.)
3. Lasiospermum Lag. (4 spp.)
4. Hymenolepis Cass. (10 spp.)
5. Athanasia L. (41 spp.)
6. Leucoptera B. Nord. (3 spp.)